# 維也納莫扎特之家

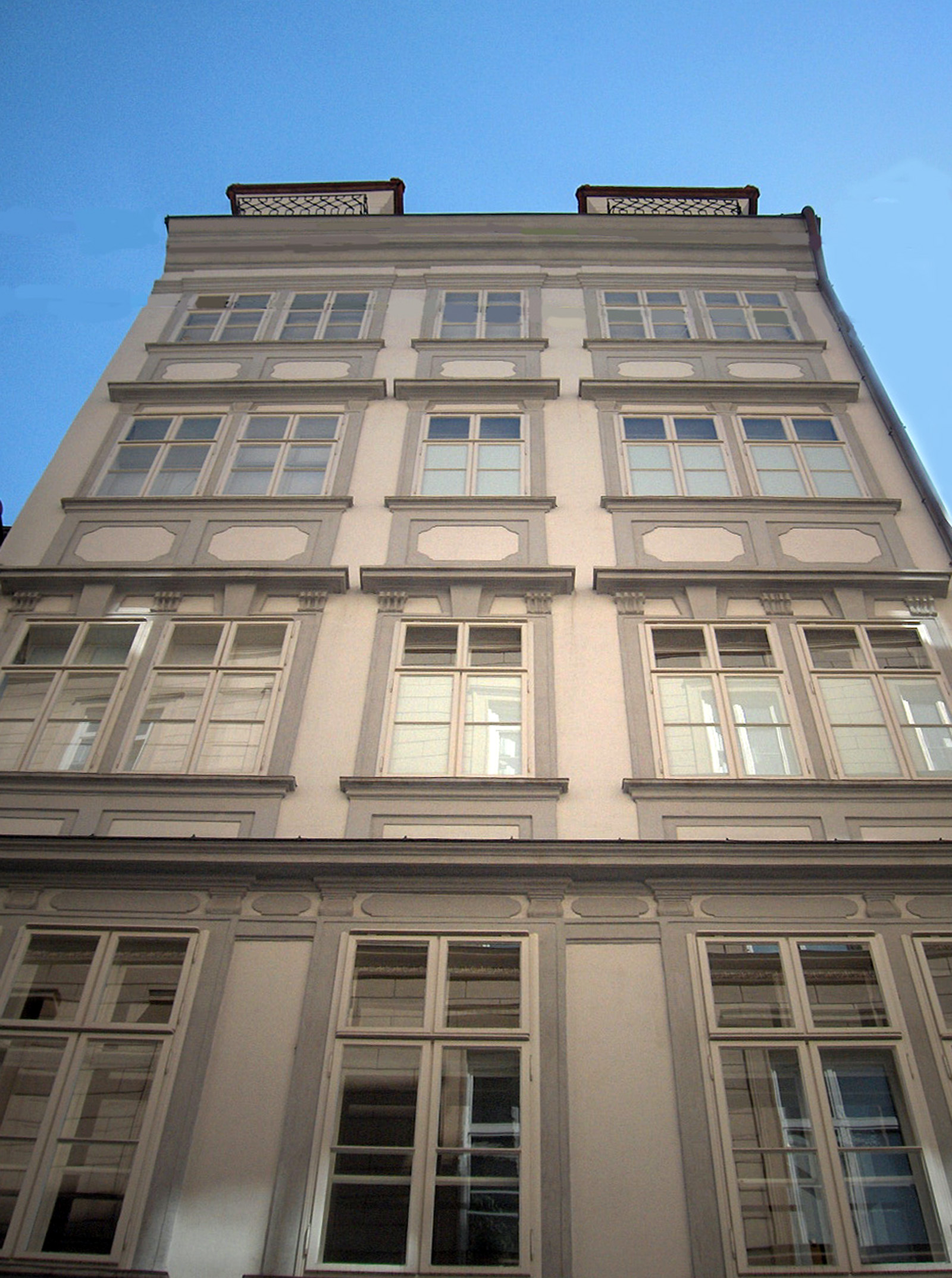
維也納莫扎特之家

維也納莫扎特之家（德語：Mozarthaus Vienna）是位於奧地利維也納的一座博物館。莫扎特在1784年至1787年曾在此生活，這也是維也納唯一一座現存的莫扎特故居。

## 外部連結
- 官方网站
- Wien Museum
- Mozart Museum Vienna （页面存档备份，存于） (a video)

48°12′28″N 16°22′31″E / 48.20778°N 16.37528°E